# St. Charles County
St. Charles County is een county in de Amerikaanse staat Missouri.
De county heeft een landoppervlakte van 1.451 km² en telt 283.883 inwoners (volkstelling 2000). De hoofdplaats is St. Charles.